# Łopiennik Górny
Łopiennik Górny è un comune rurale polacco del distretto di Krasnystaw, nel voivodato di Lublino.
Ricopre una superficie di 106,25 km² e nel 2004 contava 4 390 abitanti.